# 수피안 라히미
수피안 라히미(아랍어: سفيان رحيمي‎, 1996년 6월 2일 ~ )는 UAE 프로리그의 알아인 FC에서 공격수로 활약 중인 모로코의 축구 선수로 모로코 국가대표팀의 일원으로도 활약 중이며 2024년 하계 올림픽 동메달리스트이다.

## 구단 경력

### 알아인
2021년 8월 21일, 그는 라자 카사블랑카와의 2020년 아랍 클럽 챔피언스 컵 결승전에서 마지막 경기를 치렀고, 알이티하드를 페널티킥으로 꺾고 에미라티 클럽 알아인으로 이적했다. 9월 17일, 라히미는 이티하드 칼바와의 경기에서 클럽 소속으로 첫 골을 넣으며 4-1 승리를 거뒀다. 2022년 11월 12일, 라히미는 샤르자를 상대로 2루타를 기록했다. 2023년 11월 7일, 라히미는 알파이하와의 2023-24년 AFC 챔피언스리그 경기에서 3-2로 승리하며 팀을 녹아웃 스테이지에 진출시켰다.

## 국가대표팀 경력
2018년, 라히미는 자말 셀라미의 부름을 받아 모로코 A' 국가대표팀에 합류했다. 라히미는 2020년 아프리카 네이션스 챔피언십 모로코 대표로 우간다와의 조별 리그 세 번째 경기에서 2루타를 기록했다. 그는 8강전에서 잠비아를 상대로 3-1로 승리하며 득점에 성공했다.  모로코는 카메룬과의 준결승에서 4-0으로 놀라운 승리를 거두었다.  이 활약으로 라히미는 총 5골을 넣으며 자국의 우승을 도왔고, 챔피언십에서 연달아 우승한 최초이자 유일한 국가가 되었다. 그는 대회 최고 득점자와 최우수 선수상을 수상했다.
국가대표팀에 마지막으로 출전한 지 2년이 지난 2024년 3월, 라히미는 앙골라와 모리타니와의 친선 경기에 모로코 국가대표팀에 포함되었다. 그는 앙골라와의 경기에서 벤치에서 나와 다비드 카르무의 자책골을 도왔다. 결국 모로코는 1-0으로 승리했다.